# ラリー・チャールズ
ラリー・チャールズ（Larry Charles, 1956年2月20日 - ）は、アメリカ合衆国の脚本家、映画監督、テレビプロデューサー、コメディアンである。

## 生い立ち
ブルックリン区でユダヤ系の家系に生まれる。 

## フィルモグラフィ

### テレビシリーズ
- となりのサインフェルド Seinfeld (1991-1994) 計28話脚本・計22話製作
- あなたにムチュー Mad About You (1995-1998) 計17話脚本・計48話製作総指揮
- アントラージュ★オレたちのハリウッド Entourage (2004-2009) 計4話脚本・計24話製作総指揮
- ラリー・チャールズのデンジャラス・ワールド・オブ・コメディ (2019) Netflix オリジナルシリーズ

### 映画
- ボブ・ディランの頭のなか Masked and Anonymous (2003) 監督・脚本
- ボラット 栄光ナル国家カザフスタンのためのアメリカ文化学習 Borat (2006) 監督
- レリジュラス 〜世界宗教おちょくりツアー〜 Religulous (2008) 監督
- ブルーノ Brüno (2009) 監督
- ディクテーター 身元不明でニューヨーク The Dictator (2012) 監督
- オレの獲物はビンラディン Army of One (2016) 監督